# Questionnaire AML
Pour les articles homonymes, voir AML.
Un questionnaire Anti-Money Laundering (AML) est une fiche de renseignements que les banques s'envoient réciproquement afin d'obtenir des informations sur les procédures nationales existantes de lutte contre le blanchiment d'argent. Une banque A demande à une banque B si l'État dans lequel elle exerce son activité financière s'est conformé aux lois nationales en vigueur AML, si l'État a adopté ces lois bien évidemment.
Les informations désirées portent sur l'existence d'une procédure dite Know your customers qui consiste à identifier les clients d'une banque dans le cadre de transactions financières nationales et internationales.
Pour trouver des « questionnaires types », voir les sites internet des banques car certaines banques permettent de les consulter.